# Gennaro Calì
Gennaro Calì (Napoli, 1799 – Napoli, 1877) è stato uno scultore e pittore italiano.

## Biografia
Figlio di Andrea e fratello minore di Antonio, per l'altare maggiore della Chiesa del Gesù Nuovo a Napoli Gennaro Calì realizzò due bassorilievi in bronzo: quello di sinistra, la Cena di Emmaus, e quello al centro, riproduzione dell'Ultima cena di Leonardo da Vinci. Nello stesso altare si possono ammirare, insieme a simboli eucaristici, otto medaglioni a forma di conchiglia con busti di santi; Gennaro Calì scolpì sei di questi: i due ai lati del basamento, raffiguranti Paolo di Tarso e San Cirillo di Gerusalemme e quattro dei sei che si trovano sul primo livello, ai lati del tabernacolo: Santa Giuliana da Liegi, San Stanislao Kostka, San Francesco Borgia e San Gaetano Thiene.
Calì partecipò attivamente anche nella decorazione della Reggia di Caserta. Qui, nella Sala di Alessandro, nei sovrapporte dipinse con Tito Angelini degli stucchi con fatti della vita di Alessandro Magno.
Nello scalone d'onore di Palazzo Reale a Napoli si può trovare un'imponente statua dedicata alla Giustizia, accanto ad altre statue e rilievi di numerosi suoi colleghi campani dell'epoca.
La sua ricca carriera di lavori nel territorio napoletano comprende anche la statua di San Giovanni Crisostomo nella chiesa di San Francesco di Paola.
Risale invece al 1866 il monumento a Pietro Colletta, posto nel giardino della Villa Comunale a Napoli.
Infine, una sua opera, un monumento allo scrittore Torquato Tasso, svetta nell'omonima piazza del comune campano di Sorrento.
Fu maestro di Stanislao Lista.